# Дабила, Ив
Куадио Ив Дабила (фр. Kouadio Yves Dabila; род. 1 января 1997, Куасси-Датекро, Занзан) — ивуарийский футболист, защитник.

## Клубная карьера
Начинал заниматься футболом в Кот-д’Ивуаре в клубе «Сиссе Институт». Затем в 17-летнем возрасте перебрался в Монако в академию местного футбольного клуба, выступавшего во французской Лиге 1. Выступал за вторую команду клуба в Насьонале 2. Дебютировал в этом турнире 14 февраля 2015 года в матче с «Гран Авиньоном». Дабила начал встречу на скамейке запасных, а после перерыва вышел на поле. В сезоне 2015/16 начал регулярно попадать в стартовый состав, и за три сезона за дубль защитник провёл 59 матчей, в которых дважды отличился.
26 апреля 2017 сыграл свой единственный матч за основной состав «Монако». В полуфинальном матче с «Пари Сен-Жермен» главный тренер команды Леонарду Жардим выпустил ивуарийца на 59-й минуте вместо Андреа Раджи при счёте 0:4.
В июле 2017 года перешёл в Лилль, подписал контракт на три года. Параллельно с игрой за основную команду клуба выступал за дубль во втором национальном чемпионате. Первую игру в Лиге 1 28 января 2018 года в 23-м туре чемпионата со «Страсбуром». Дабила вышел на игру в стартовом составе и на 28-й минуте отметился жёлтой карточкой. В сезоне 2018/19 вместе с клубом завоевал серебряные медали французского первенства.
15 июля 2019 года перешёл на правах аренды в бельгийский «Серкль Брюгге». Срок соглашения рассчитан на один год. Дебютировал в бельгийском чемпионате в первом туре с льежским «Стандардом». 17 августа в игре с «Мехеленом» с передачи Стефа Петерса забил единственный мяч своей команды.

## Карьера в сборной
В марте 2018 года главный тренер национальной сборной Кот-д’Ивуар Ибрахим Камара вызвал Дабилу на товарищеский матч с Того. Встреча завершилась с ничейным счётом 2:2, а Ив остался на скамейке запасных.
В ноябре 2019 года в составе сборной Кот-д’Ивуара выступал на молодёжном чемпионате Африки в Египте. Дабила провёл на турнире все пять матчей своей команды и в последней игре группового этапа с Замбией он забил единственный мяч, принеся Кот-д’Ивуару победу и выход в полуфинал с первого места. Ивуарийцы дошли до финала, где в дополнительное время уступили Египту.

## Достижения
Лилль
- Серебряный призёр чемпионата Франции: 2018/19

Кот-д’Ивуар (до 23)
- Серебряный призёр молодёжного чемпионата Африки: 2019

## Статистика выступлений

### Клубная статистика
| Выступление      | Выступление      | Выступление      | Лига | Лига | Кубки | Кубки | Конт.кубки | Конт.кубки | Итого | Итого |
| Клуб             | Лига             | Сезон            | Игры | Голы | Игры  | Голы  | Игры       | Голы       | Игры  | Голы  |
| ---------------- | ---------------- | ---------------- | ---- | ---- | ----- | ----- | ---------- | ---------- | ----- | ----- |
| Монако           | Лига 1           | 2016/17          | 0    | 0    | 1     | 0     | —          | —          | 1     | 0     |
| Монако           | Итого            | Итого            | 0    | 0    | 1     | 0     | 0          | 0          | 1     | 0     |
| Лилль            | Лига 1           | 2017/18          | 12   | 0    | 3     | 0     | —          | —          | 15    | 0     |
| Лилль            | Лига 1           | 2018/19          | 12   | 0    | 4     | 0     | —          | —          | 16    | 0     |
| Лилль            | Итого            | Итого            | 24   | 0    | 7     | 0     | 0          | 0          | 31    | 0     |
| → Серкль Брюгге  | Лига Жюпиле      | 2019/20          | 21   | 1    | 0     | 0     | —          | —          | 21    | 1     |
| → Серкль Брюгге  | Итого            | Итого            | 21   | 1    | 0     | 0     | 0          | 0          | 21    | 1     |
| Всего за карьеру | Всего за карьеру | Всего за карьеру | 45   | 1    | 8     | 9     | 0          | 0          | 53    | 10    |